# Adrapsa occidens
Adrapsa occidens är en fjärilsart som beskrevs av Louis Beethoven Prout 1927. Adrapsa occidens ingår i släktet Adrapsa och familjen nattflyn. Inga underarter finns listade i Catalogue of Life.